# 山下孝一
山下 孝一（やました こういち、1946年8月4日 - ）は、日本の実業家。幼児活動研究会株式会社創業者、同社代表取締役社長。

## 人物・来歴
福井県出身。1970年法政大学文学部日本文学科卒業。教師を目指したが不合格となり、器械体操をしていたので、幼稚園で体操を教えるアルバイトをするようになり、1972年幼児活動研究会設立、代表取締役。先駆け的に正課体育指導を手掛け、ヘラクレスに上場を果たした。1997年日本経営教育研究所設立。2005年大和学園理事長。2015年山善取締役。2016年企業家倶楽部企業家賞受賞。

## 著書
- 『人を育てる人が会社を伸ばす』文芸社 2003年